# Distrikt Ate
Der Distrikt Ate ist einer der 43 Stadtbezirke der Region Lima Metropolitana in Peru. Er umfasst eine Fläche von 77,72 km². Beim Zensus 2017 wurden 599.196 Einwohner gezählt. Im Jahr 1993 lag die Einwohnerzahl bei 266.398, im Jahr 2007 bei 478.278. Der Distrikt wurde am 4. August 1821 gegründet. Anfangs war der Ort Ate Sitz der Distriktverwaltung. Am 13. Februar 1951 wurde dieser zu der weiter westlich auf einer Höhe von 355 m gelegenen Stadt Vitarte verlegt. Die Siedlungsflächen sind mittlerweile zusammengewachsen.

## Geographische Lage
Der Distrikt Ate liegt im Osten der Provinz Lima. Er besitzt eine Längsausdehnung von etwa 23 km in WSW-ONO-Richtung sowie eine maximale Breite von 5 km. Der Distrikt erstreckt sich entlang dem Südufer des Río Rímac und reicht bis zu den südlich des Flusstals aufragenden Ausläufern der peruanischen Westkordillere mit Höhen von bis zu 1000 m. Die Nationalstraße 22 verläuft durch das Distriktgebiet.
Nördlich des Distrikts Ate, auf der gegenüberliegenden Flussseite des Río Rímac, liegt der Distrikt Lurigancho. Im Osten grenzt der Distrikt Ate an den Distrikt Distrikt Chaclacayo, im Süden an die Distrikte Cieneguilla, La Molina und Santiago de Surco sowie im Westen an die Distrikte San Borja, San Luis und Santa Anita.

## Sehenswürdigkeiten
- Puruchuco es handelt sich um eine archäologische Zone in Ate.
- Archäologische Fundstätte Huaycán de Pariachi,[1] prähispanisches archäologisches Zentrum
- Die Kathedrale San Andrés de Huaycán wurde in den 1990er Jahren gegründet und befindet sich im heutigen Zentrum von Huaycán. Sie ist der Titularsitz des Bischofs des Bistums Chosica.

## Galerie

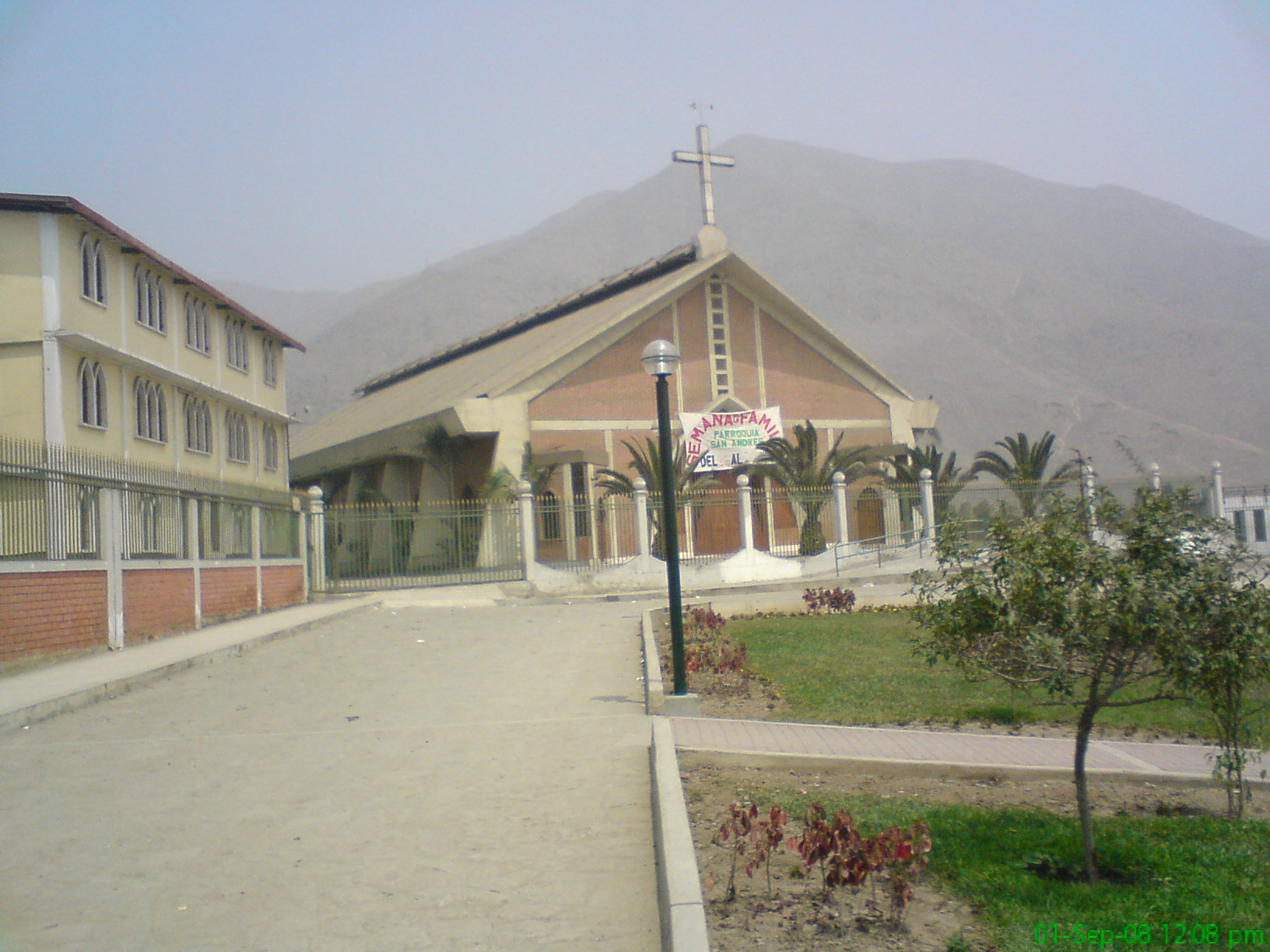
Huaycán-Kathedrale in Ate
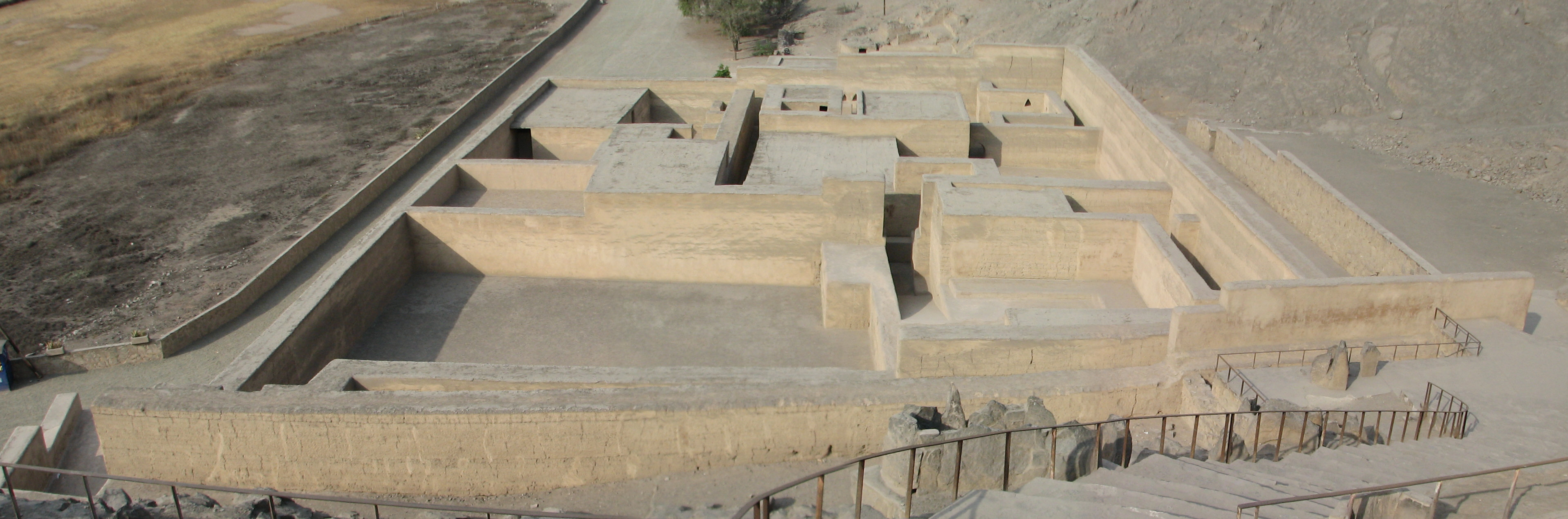
Puruchuco
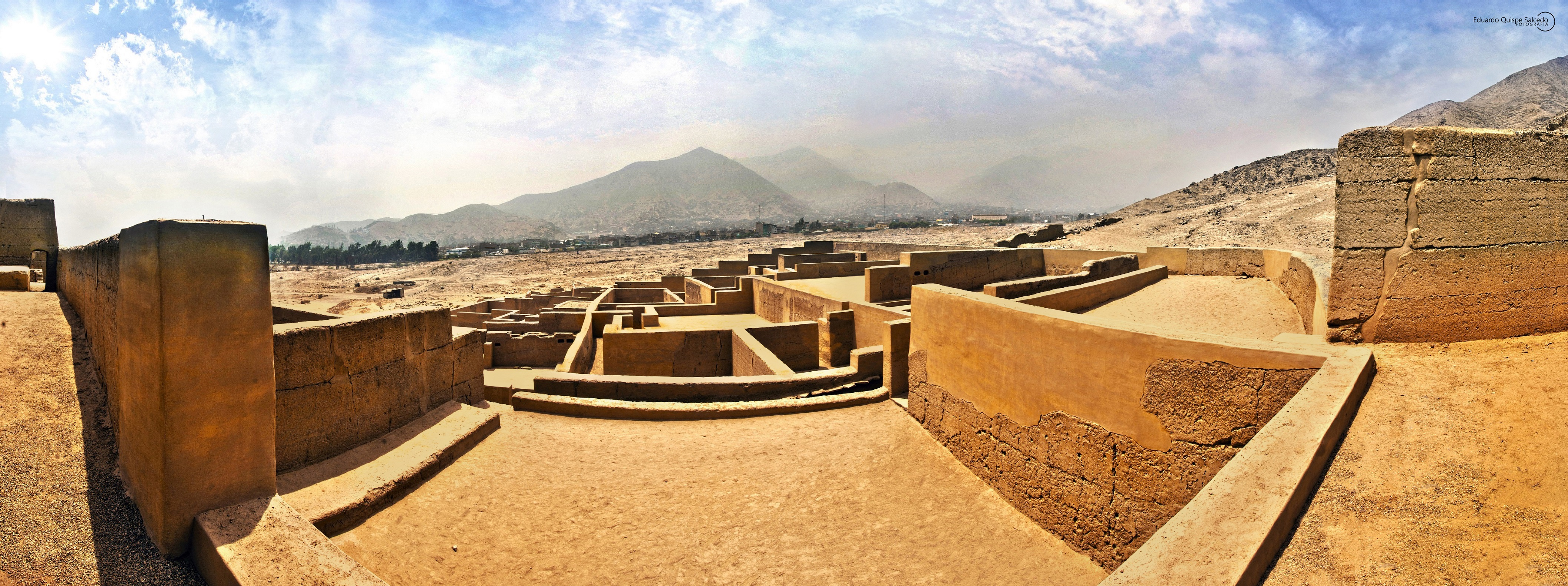
Huaycán de Pariachi